# Smart Forfour
Smart Forfour je malý automobil, který v letech 2004 až 2006 vyráběla německá automobilka Smart. Vůz se prodával pouze jako pětidveřový hatchback.

## Popis vozu
Automobil se vyráběl v nizozemské továrně NedCar společně s Mitsubishi. Forfour totiž používá řadu shodných dílů s vozem Mitsubishi Colt z roku 2003. V roce 2005 prodávala tuningová společnost Brabus upravený model s motorem od Mitsubishi o výkonu 130 kW. Vůz měl maximální rychlost 221 km/h a z nuly na 100 km/h zrychlil za 6,9 sekundy. K dispozici byl i elektromobil s maximální rychlostí 135 km/h.

## Externí odkazy

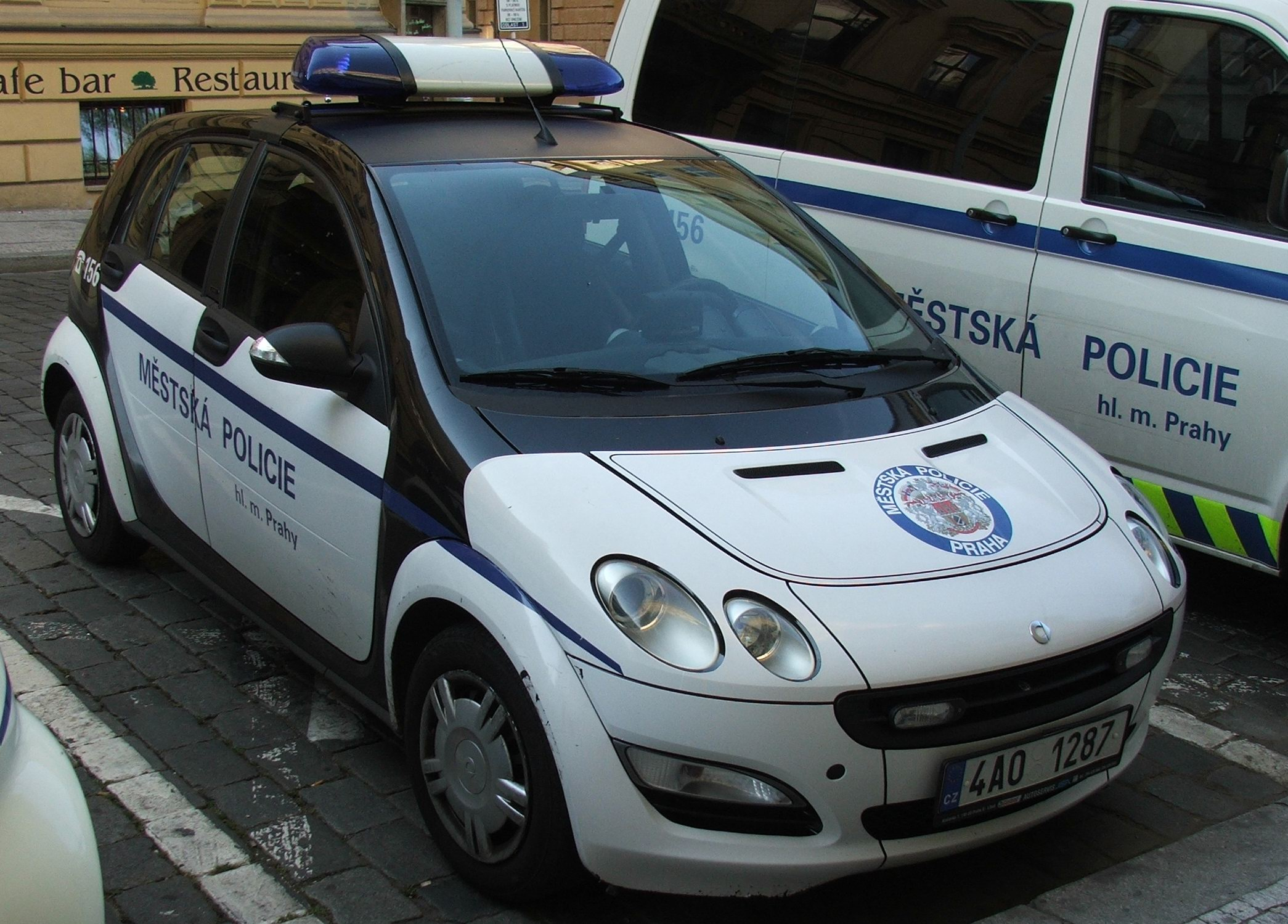
Služební vůz Městské policie Praha

## Motory
- 1,1l
- 1,3l
- 1,5l 80kW
- 1,5l Diesel 50 kW
- 1,5l Diesel 70 kW